# Tarifkilometer
Der Tarifkilometer ist die Einheit für die Berechnung des Kilometertarifes im schienengebundenen Verkehr, bei dem die Entfernungen zwischen den Haltestellen (Tarifpunkten) ermittelt und als Tarifkilometer definiert werden. Die Tarifkilometer bilden die Grundlage für die Preisberechnung des Kilometertarifes der Bahnen. Die Preisstufe ergibt sich aus der Summe der Tarifkilometer der Strecke.
Tarifkilometer müssen nicht identisch sein mit den Streckenkilometern; dies ist vor allem dann der Fall, wenn die Strecke überdurchschnittlich viele aufwändige Kunstbauten (Tunnel, Brücken) aufweist. Der Tarifkilometer ist immer eine Ganzzahl.
In der Schweiz und seit der Tarifreform in Deutschland im Dezember 2002 ist der Kilometertarif degressiv. Je länger die Strecke ist, desto weniger kostet der zusätzliche Kilometer für ein Produkt (z. B. Einzelkarte, Monatskarte).